# الباكستانيون في البحرين
الباكستانيون في البحرين يشملون الشعب الباكستاني إما المغتربون أو أحفاد المهاجرين الذين ولدوا في البحرين. يقدر عدد الباكستانيين في البحرين بمائة ألف شخص. توجد مدرستان باكستانيتان وهما مدرسة باكستان البحرين (التي يديرها مجلس آباء منتخب تحت رعاية سفير باكستان في البلاد) ومدرسة الأوردو الباكستانية البحرين (مدرسة خاصة تحت إدارة شركة أصغر علي للعطور).
من أجل رفاهية الجالية الباكستانية في البحرين تم تأسيس نادي باكستان في المنامة الذي يقيم العديد من الفعاليات مثل ليالي إفطار شهر رمضان واحتفالات اليوم الوطني.

## المهن والتكامل
الباكستانيون موجودون في البحرين منذ عام 1920. المجموعة الأولى وصلت إلى البحرين عندما تم تجنيدهم ضمن جيش آل خليفة الذين كانوا أغلبيتهم من البلوش. كما أن الجيش البريطاني بعث بقوته الأكثر موثوقية لديه والمكون من البنجاب والهنود إلى البحرين. وجود الباكستانيين في البحرين يعود إلى عام 1950. البحرين هي أول دولة عربية تمنح الجنسية للأشخاص الذين خدموا في البلد. يمكن منح أي باكستاني الجنسية البحرينية بعد أن يعمل لصالح الحكومة لمدة 25 عاما. يعتقد أن ما يصل إلى 30 ألف باكستاني قد حصلوا على الجنسية البحرينية.

## الخدمة في البحرين
غالبية الباكستانيين يعملون في حماية الجمهور والجيش للمساعدة في توفير الأمن للبحرين. المتعلمون الصغار يميلون إلى وضع جهودهم لمساعدة الاقتصاد البحريني الذي تضرر بشدة من جراء الاحتجاجات الجارية. اعتدى العديد من الغوغاء على الكثير من الباكستانيين أثناء الاحتجاجات مما أدى إلى إصابة البعض بإصابات خطيرة. قتل شرطيان ومدنيان باكستانيون على يد المتظاهرين الشيعة الغاضبين.
الجيش الباكستاني تابع لمؤسسة فوجي والبحرية الباكستانية تنتمي لمؤسسة بحرية كما تم تجنيد أفراد من الجيش الباكستاني في الحرس الوطني. بعد الاحتجاجات تم الإعلان عن طلب تجنيد ألف عسكري إضافي في الصحف الباكستانية. هذا بالإضافة إلى ما لا يقل عن ألفين باكستاني يعملون بالفعل في قوات الأمن في البحرين (الجيش والشرطة). في حين وفقا لتقديرات وول ستريت جورنال فإن الباكستانيين يشكلون 28% من قوة البحرين (7 آلاف شخص من أصل 25 ألف شخص). في المجموع يساهم 10 آلاف باكستاني في تدعيم مختلف قوات الأمن في البحرين. يحافظ الجيش الباكستاني والحرس الوطني البحريني على علاقات قوية.

## الوجود العسكري
تحتفظ باكستان بقاعدة عسكرية قوية عبارة عن كتيبتين تضمان نحو 1300 شخص.

## التعليم
مدرسة الأوردو الباكستانية البحرين تساهم في تعليم الباكستانيين في البحرين.

## أعلام بارزون
- محمد ساجد: عضو المجلس التنفيذي لغرفة تجارة وصناعة البحرين ورجل الأعمال البارز.
- فاطمة البلوشي: وزيرة الصحة السابقة.
- صلاح البلوشي: سجين سابق في غوانتانامو.
- عادل حنيف: رياضي.
- محمد خالد إبراهيم: نائب سابق.